# Acarieni
Acarienii (lat. Acari) reprezintă un taxon de artropode din clasa arahnidelor. Sunt organisme mici, uneori microscopice, cu capul, toracele și abdomenul în general nediferențiate, cu aparatul bucal (o trompă alungită) adaptat pentru ros, înțepat sau supt. Cei mai mulți acarieni au dimensiuni mici (0,08-1,0 mm), însă se întâlnesc și exemplare relativ mari, de 10-20 mm în lungime. Se estimează că, până în 1999, au fost descrise peste 50.000 de specii și se presupune că grupul ar putea include circa un milion de specii. Știința ce se ocupă de studierea acarienilor se numește Acarologie (gr. ἀκάρι (akari) -  căpușă și λογία (logia) - știință. Trăiesc pe plante, în sol, în apă, pe animale moarte sau vii. Un număr mare de specii sunt dăunătoare agriculturii, altele sunt paraziți ai omului și ai animalelor (de exemplu, Sarcoptes scabiei, Sarcoptes equi). Numeroși acarieni, precum căpușele, sunt transmițători ai unor maladii grave, ca febra recurentă, encefalita la om, piroplasmozele la animale etc.

## Descriere

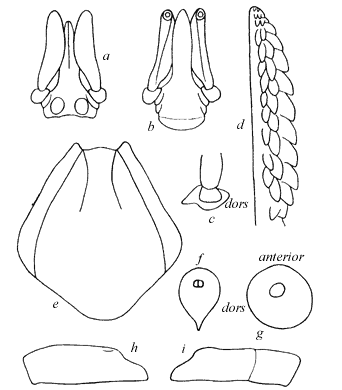
Gnatosoma. Ixodes holocyclus
a - gnatosomă (vedre dorsală); b - gnatosomă (vedere ventrală); c - primul articol al pedipalpului I (vedere laterală); d, hipostomă; e - proterosomă; f - orfificiul anal; g - spiracular plate; h, i - articole tarsiene ale picioarelor.

### Morfologie externă
Deși sunt membrii clasei Arachnida, acarienii nu au corpul divizat în prosomă (cefalotorace) și opistosomă (abdomen). Ele sunt foarte larg contopite, formând un corp unic. Anterior se află chelicerele, pedipalpii și trompa formată din două buze. Toate acestea la un loc constituie gnatosoma, sau capitulum. Restul corpului se numește idiosomă. Chelicerele sunt în formă de clești sau formează un aparat pentru a străpunge tegumentul gazdei. Baza lor este acoperită de lamele protectoare. Buza ventrală este înzestrată cu proeminențe ascuțite și se numește hipostom. Pedipalpii, la fel, intră în componența organului bucal. Atât articolele chelicerelor, cât și cele ale pedipalpilor sunt fuzionate. Aparatul bucal este adaptat pentru mușcat, înțepat sau supt. La căpușe idiosoma poate fi divizată în proterosomă (scutum) și histerosomă (alloscutum). Picioarele sunt în număr de patru perechi, la larve sunt doar trei perechi (se întâlnesc și forme adulte cu 2 sau 3 perechi de picioare).

La reprezentanții unor familii tegumentul este moale, la alții el este protejat de o cuticulă chitinoasă.

### Anatomie
galben – sistemul nervos; verde – tuburile Malpighi; cafeniu – tubul digestiv, (de sus în jos) intestin mediu; intestin posterior; cec rectal; albastru - testicule; roz  - canale salivare; violet – trahei; maroniu – glande salivare; portocaliu – glanda anexă]]
În legătură cu dimensiunile mici ale corpului, sistemele și aparatele de organe interne sunt foarte reduse. Sistemul nervos constituie un creier mic. Dintre organele de simț, cele mai dezvoltate sunt cele tactile; ochii sunt reduși. Acarienii respiră prin trahei sau cuticulă. Circulația sangvină lipsește. Tubul digestiv posedă un faringe musculos, aspirator. Faringele continuă cu esofag, intestin mediu și posterior și se termină cu anus. Glandele salivare sunt relativ voluminoase. Excreția este realizată de tuburile lui Malpighi sau glande coxale.

## Ecologie
După modul de hrană, acarienii sunt fitofagi și zoofagi. Majoritatea speciilor sunt forme libere, saprofage sau prădători. Saprofagii se hrănesc cu materia organică aflată în descompunere, contribuind la formarea humusulului în sol. Prădătorii vânează artropode mici, insecte sau alți acarieni sau consumă ouăle acestora. Prin aceasta, ei participă la reglarea efectivului acarienilor paraziți. Ei locuiesc în practic toate tipurile de habitate; majoritatea sunt arahnide terestre, însă sunt și specii acvatice, dulcicole sau marine.
Mulți acarienii pot fi paraziți vegetali și animali sau gazde intermediare (ex. pentru tenii). Acarienii fitofagi pot produce gale la plante, de exemplu gen. Eriophyes (Eriophyidae) are câteva sute de specii galicole care atacă părul, vița de vie, arțarul, etc. Alți acarieni se hrănesc în sol cu ciuperci și resturi vegetale în stare de putrefacție, având rol în procesele de humificare, în circuitul materiei în natură.
Foarte multe specii sunt parazite la animale (ex.: Psoroptes equi - produce râia calului, Ixodes sp. - căpușa, parazită și la om). Ordinul cuprinde familia Demodecidae, familia Thrombididae, familia Pyrogliphidae, familia Sarcoptidae, familia Ixodidae, etc. Din familia Ixodidae (cunoscute popular sub numele de căpușe), speciile mai importante sunt:
- Ixodes ricinus (genul Ixodes) - căpușa - are formă globuloasă, măsoară pâna la 4mm, are culoare brun-neagră și seamănă cu bobul de ricin, se hrănește pe animale și om. Poate transmite boli ca: febra pătată a Munților Stâncoși, tifosul Sao Paolo, febra Colorado, etc.
- Ripicephalus sanguineus (genul Ripicephalus), asemănătoare cu Ixodes ricinus, dar gazda preferată este câinele (căpușa câinelui). Transmite febra botunoasă, ultima epidemie în România fiind în București în 1957.
- Dermacentor andersoni (genul Dermacentor), parazită pe bovine, cabaline, diferite mamifere și om. Transmite tularemia și febra Q.

Acarienii prădători sunt utilizați uneori și în combaterea biologică a unor insecte dăunătoare (ex. Phytoseiulus persimilis, împotriva păianjenului rosu al legumelor).
Acarienii de apă (hidracarieni) pot parazita în stare larvară animalele acvatice.

### Acarienii sinantropi
Covoarele, saltelele, pernele, păturile, animalele de pluș și praful din încăperile călduroase, cu un nivel de umezeală ridicată sunt mediul ideal de dezvoltare al acarienilor (conform celor de la Discovery Channel o saltea obișnuită poate conține între 10.000 și 100.000 de acarieni). Unul dintre cel mai întâlnit este acarianul de praf. La aceste elemente se adaugă și animalele de casă. Astfel, multe persoane dezvoltă o alergie la praful din casă, care este de fapt datorată reziduurilor provenite de la acarieni. Aceasta se manifestează de obicei prin dureri de gât, ochii roșii care provoacă mâncărimi ori prin strănuturi fără niciun motiv aparte 

## Sistematică
Acarologii au propus un set complex de grade taxonomice pentru clasificarea acarienilor. În prezent Acarina este considerată o subclasă a clasei Arachnida. Ea este compusă din 2 supraordine: Acariformes (sau Actinotrichida) și Parasitiformes (sau Anactinotrichida). Unii autori clasifică acarienii în 3 supraordine, al treilea fiind Opilioacariformes (în prima variantă acesta este considerat ordin inclus în Parasitiformes – Opilioacarida). Parasitiformes posedă 1- 4 perechi de stigmate laterale posterior de coxele perechii a doua de picioare și coxele sunt de obicei libere. Acariformes nu au stigmate vizibile posterior de coxele perechii a doua de picioare și coxele sunt adesea sudate cu peretele ventral al corpului. Opilioacariformes au cea mai primitivă organizare printre acarieni și nu sunt paraziți. Actualmente, taxonomia acarienilor este dezbătută. 
- Supraordin Acariformes
  - Ordin Sphaerolichida
  - Ordin Prostigmata
  - Ordin Endeostigmata
  - Ordin Oribatida
  - Ordin Astigmata
- Supraordin Parasitiformes
  - Ordin Mesostigmata
  - Ordin Ixodida
  - Ordin Holothyrida
  - Ordin Opilioacarida

- Taxoni incertae sedis:
  - Familia Phytoseiidae
  - Gen Acarophenox
  - Gen Eniochthonius
  - Gen Entrombidium
  - Gen Nothrus
  - Gen Petauralges
  - Gen Rhinoseius

## Clasificarea aacarienilor după ITIS
| Regn     | Încrengătură | Subîncrengătură | Clasă | Subclasă | Infraclasă | Ordin | Infraordin | Familie | Subfamilie | Trib | Gen | Specie | Subspecie |
| 1        | 2            | 3               | 4     | 5        | 6          | 7     | 8          | 9       | 10         | 11   | 12  | 13     | 14        |
| Animalia | Bilateralia  | Protostomia     | -     | -        | -          | -     | -          | -       | -          | -    | -   | -      | -         |
| Animalia | Bilateralia  | Protostomia     | -     | -        | -          | -     | -          | -       | -          | -    | -   | -      | -         |
| -------- | ------------ | --------------- | ----- | -------- | ---------- | ----- | ---------- | ------- | ---------- | ---- | --- | ------ | --------- |